# Celso Galvão
Celso Galvão (Predefinição:Cachoeira Paulista SP, Predefinição:07/12/1958), nome verdadeiro Antonio Celso de Carvalho Galvão, é um compositor, cantor, violonista e gaitista de música popular brasileira.
DISCOS GRAVADOS(INDEPENDENTES):
1-“Claridade”(vinil) – 1987
2- “Minha música meu ar”– 1999
3-“Sementes de Luz” – 2000 
4-“Simplicidades” - 2005 
5-“Recomeço” – 2006 (lei Goyazes – lei Estadual de incentivo a Cultura)
6- "Véiétu" – banda de Palmas-To,  como compositor e vocalista em 2010
7- "Paraty Azul" - 2011
8- "Canções de paz e luz" – 2013
9- “Enigma” – 2014
10- "DVD 30 anos de estrada" –gravado em 2011 e lançado em 2015 - gravado no teatro de Anápolis/Go.
11- CD “Cheiro de mato” – em fase de retoques finais. – 2020 (Lei Municipal de incentivo a Cultura)